# Stary Pożóg
Stary Pożóg (dawniej Pożóg) – wieś w Polsce położona w województwie lubelskim, w powiecie puławskim, w gminie Końskowola. 
Wieś stanowi sołectwo gminy Końskowola. Według Narodowego Spisu Powszechnego z roku 2011 wieś liczyła 414 mieszkańców.
Jest najmniejszym pod względem powierzchni sołectwem w gminie. Liczy 189 ha.
Wieś jest ośrodkiem hodowli róż, krzewów ozdobnych i owocowych. 
Funkcjonuje tu przedszkole, szkoła podstawowa. W miejscowości znajdują się także: kościół filialny pw. Matki Boskiej Królowej Polski należący do parafii pw. Znalezienia Św. Krzyża w Końskowoli oraz figura św. Floriana.
Wierni Kościoła rzymskokatolickiego należą do parafii Znalezienia Krzyża Świętego i św. Andrzeja Apostoła w Końskowoli.

## Historia
Wzmiankowany już na przełomie XIV i XV wieku. Pierwszy raz przez Jana Długosza w 1443 roku.
Na początku XIX wieku na terenie Pożoga utworzony został słynny ogród doświadczalny Czartoryskich, leżący obecnie w granicach administracyjnych Końskowoli jako pole Pożóg II w składzie Lubelskiego Ośrodka Doradztwa Rolniczego w Końskowoli.
Według Słownika Geograficznego Królestwa Polskiego (tom IX) Pożóg był wsią w powiecie nowoaleksandryjskim, w gminie Nowa Aleksandria.
Do końca 1924 roku wieś należała do gminy Puławy. 1 stycznia 1925 została przyłączona do gminy Końskowola. Zmianę tę cofnięto 9 lipca tego samego roku. 1 kwietnia 1933 wraz z pozostałymi miejscowościami zniesionej gminy Puławy wcielono ją na powrót do gminy Końskowola.
W latach 1975–1998 miejscowość administracyjnie należała do ówczesnego województwa lubelskiego.
We wsi tej urodziła się i mieszkała poetka ludowa Zuzanna Gębal.